# Église Saint-Jean-Baptiste de Saint-Gladie-Arrive-Munein
L'église Saint-Jean-Baptiste est une église catholique située à Saint-Gladie-Arrive-Munein, en France.

## Localisation
L'église est située dans le département français des Pyrénées-Atlantiques, sur la commune de Saint-Gladie-Arrive-Munein.

## Historique
L'édifice est classé au titre des monuments historiques en 1913.